# هاینریش شیبل
هاینریش شیبل (آلمانی: Heinrich Schiebel؛ زادهٔ ۲۴ نوامبر ۱۹۲۶) دوچرخه‌سوار اهل اتریش است. وی در بازی‌های المپیک تابستانی ۱۹۴۸ شرکت کرده‌است.